# Daytona Beach International Airport

i7
i11
i13
Der Daytona Beach International Airport (IATA-Code: DAB, ICAO-Code: KDAB)  ist der Verkehrsflughafen der amerikanischen Kleinstadt Daytona Beach im US-Bundesstaat Florida.

## Lage und Verkehrsanbindung
Der Daytona Beach International Airport befindet sich fünf Kilometer südwestlich des Stadtzentrums von Daytona Beach und grenzt an den Daytona International Speedway an. Er liegt am U.S. Highway 92, welcher nördlich des Flughafens verläuft. Außerdem verläuft die Interstate 95 westlich des Flughafens.
Der Daytona Beach International Airport wird durch Busse in den Öffentlichen Personennahverkehr eingebunden, die Linien 18 und 19 der Nahverkehrsgesellschaft Votran verbinden ihn regelmäßig mit dem Stadtzentrum von Daytona Beach.

## Geschichte
Zu Beginn wurde der Strand von Daytona Beach für die Luftfahrt genutzt. Ab 1928 wurde ein Gelände am Bethune Point am Halifax River genutzt. 1930 wurde der Flughafen an seinen heutigen Standort verlegt. Während des Zweiten Weltkriegs nutzte die United States Navy den Flughafen für die Pilotenausbildung.
1946 wurde die Stadt Daytona Beach wieder zum Eigentümer des Flughafens. 1952 begannen die Bauarbeiten für das erste Flughafenterminal. 1958 erhielt der Flughafen einen Zuschuss für die Errichtung eines modernisierten Terminals. 1969 übernahm das Volusia County die Kontrolle über den Flughafen und benannte ihn von Daytona Beach Municipal Airport in Daytona Beach Regional Airport um. 1979 begann Delta Air Lines, Flüge nach Atlanta durchzuführen.
1992 wurde der Flughafen in Daytona Beach International Airport umbenannt und für rund 46 Millionen US-Dollar erweitert. Ein neues Terminal wurde errichtet, das alte Terminal in ein internationales Terminal umfunktioniert und die Start- und Landebahn 07L/25R für die Nutzung durch Großraumflugzeuge auf die heutige Länge von 3200 Metern verlängert. Kurzzeitig führte LTU Mitte der 1990er Jahre Flüge zwischen Düsseldorf und Daytona Beach durch.
Ab dem 7. Januar 2016 führte Jetblue Airways Flüge nach New York–JFK durch. Diese Flüge wurden jedoch am 7. Januar 2019 eingestellt. Am 14. Januar 2019 nahm Silver Airways Flüge nach Fort Lauderdale auf. Sunwing Airlines folgte am 28. Januar 2019 mit Flügen nach Toronto–Pearson.

## Flughafenanlagen

### Start- und Landebahnen
Der Daytona Beach International Airport verfügt über drei Start- und Landebahnen. Die Start- und Landebahn 07L/25R ist 3200 Meter lang und 46 Meter breit, der Belag besteht jeweils zum Teil aus Asphalt und Beton. Die parallele Start- und Landebahn 07R/25L ist 974 Meter lang, 30 Meter breit und verfügt über einen Asphaltbelag. Die Querwindbahn 16/34 ist 1829 Meter lang, 46 Meter breit und mit einem Asphaltbelag ausgestattet.

### Terminals
Der Daytona Beach International Airport verfügt über zwei Passagierterminals. Das Terminal für Inlandsflüge ist mit sechs Flugsteigen und Fluggastbrücken ausgestattet. Die Flugsteige 2 und 4 werden von Delta Air Lines genutzt, American Eagle nutzt Flugsteig 3. Das internationale Terminal verfügt über eine Fluggastbrücke.

### Sonstiges
Am Daytona Beach International Airport sind zahlreiche Flugschulen ansässig. Im Nordosten des Flughafengeländes befindet sich ein Campus der Embry–Riddle Aeronautical University.

## Fluggesellschaften und Ziele
Der Daytona Beach International Airport wird von American Eagle mit Charlotte, von Delta Air Lines mit Atlanta und von Silver Airways mit Fort Lauderdale verbunden. Außerdem fliegt Sunwing Airlines saisonal nach Toronto–Pearson.

## Verkehrszahlen
Im Passagier- und Luftfrachtverkehr hat der Daytona Beach International Airport nur eine geringe Bedeutung. Allerdings sind am Flughafen zahlreiche Flugschulen ansässig und 260 Flugzeuge stationiert, sodass er für die Allgemeine Luftfahrt von großer Bedeutung ist. Bezogen auf die Flugbewegungen lag er im Jahr 2017 auf Platz 27 der größten Flughäfen der Vereinigten Staaten, weltweit lag er auf Platz 58.
| Jahr | Fluggastaufkommen | Luftfracht (Tonnen) (mit Luftpost) | Flugbewegungen |
| ---- | ----------------- | ---------------------------------- | -------------- |
| 2018 | 763.538           |                                    |                |
| 2017 | 720.825           | 128                                | 307.976        |
| 2016 | 707.657           | 120                                | 307.333        |
| 2015 | 627.455           | 128                                | 297.678        |
| 2014 | 629.843           | 130                                | 292.147        |
| 2013 | 607.977           | 141                                | 292.291        |
| 2012 | 584.280           | 98                                 | 284.512        |
| 2011 | 550.986           | 98                                 | 220.962        |
| 2010 | 498.978           | 85                                 | 267.173        |
| 2009 | 423.725           | 81                                 | 224.100        |
| 2008 | 594.871           | 106                                | 244.167        |
| 2007 | 705.475           | 154                                | 225.622        |
| 2006 | 542.681           | 169                                | 287.960        |
| 2005 | 615.841           | 193                                | 257.770        |
| 2004 | 631.038           | 192                                | 309.234        |
| 2003 | 565.563           | 132                                | 337.615        |
| 2002 | 485.961           | 137                                | 356.268        |
| 2001 | 517.187           | 197                                | 375.745        |
| 2000 | 547.403           | 198                                | 368.538        |
| 1999 | 569.797           | 284                                | 362.863        |
| 1998 | 625.324           | 326                                | 305.796        |

### Verkehrsreichste Strecken
| Rang | Stadt                     | Passagiere | Fluggesellschaft |
| ---- | ------------------------- | ---------- | ---------------- |
| 01   | Atlanta, Georgia          | 232.500    | Delta Air Lines  |
| 02   | Charlotte, North Carolina | 086.500    | American Eagle   |
| 03   | New York–JFK, New York    | 044.760    | JetBlue          |
| 04   | Atlantic City, New Jersey | 0.00140    | k. A.            |
| 05   | Syracuse , New York       | 0.00130    | k. A.            |
| 06   | Tampa, Florida            | 0.00120    | k. A.            |
| 07   | Palm Beach, Florida       | 0.00100    | k. A.            |

## Zwischenfälle
- Am 10. August 1937 kollidierte eine Douglas DC-2 (Luftfahrzeugkennzeichen NC13739) auf dem Eastern-Air-Lines-Flug 7 mit einem Strommast und stürzte ab. Dabei kamen vier der neun Personen an Bord ums Leben.[20]
- Am 4. April 2018 verlor eine Piper PA-28 der Embry–Riddle Aeronautical University während eines Trainingsfluges eine Tragfläche und stürzte ab. Beide Insassen des Flugzeugs kamen ums Leben.[21]